# Temaresor
Temaresor (TEMA), är en av Nordens största arrangörer av rundresor och grundades 1971. Temaresor finns i Sverige, Norge, Danmark och Finland och erbjuder över 120 resor till olika delar av världen.  
Temaresor var länge en del av Fritidsresegruppen som i övrigt bestod av Fritidsresor, systerbolagen Star Tour i Danmark och Norge, Finnmatkat i Finland och flygbolaget TUIfly Nordic. 
Temaresors dåvarande nordiska moderbolag såldes 1998 till den engelska charterarrangören Thomson, som några år senare i sin tur blev uppköpt av den tyska charterkoncernen TUI.  
År 2016 såldes Temaresor till Jambo Tours, en svenskägd researrangör med fokus på upplevelseresor.